# Pogost du Potchozero
Le pogost du Potchozero (en russe : Почезерский погост) est un ensemble architectural en bois situé dans le village de Filippovskaïa, lui-même dans l'oblast d'Arkhangelsk, comprenant deux églises avec clochers datant du XVIIIe et du XIXe siècle entourées d'un mur d'enceinte en bois, formant un enclos paroissial. Pogost signifie enclos paroissial, constructions autour de l'église, palissade, cimetière paroissial.
Le 28 avril 2016, l'ensemble architectural fut classé à la liste de l'héritage patrimonial de la Russie d'importance fédérale sous l'impulsion personnelle de Vladimir Poutine, sous le n°291620626250006. Situé dans le raïon de Plessetsk, dans le nord de la Russie européenne, il est dans un très bon état grâce aux restaurations récentes.
Il doit son nom au Potchozero (ru), un lac à côté de l'édifice. Le nom de Potchozero vient de la rivière Potcha (ru), dont son nom vient des tribus finno-ougriennes qui peuplaient la région avant l'arrivée des Russes. Potcha signifie cochon, bien qu'une autre version suggère que le nom viendrait de poass, signifiant arrière, soit « lac , étendue d'eau arrière », en référence au Svinoïe plus grand où se jette la Potcha.

## Histoire

### Empire russe
La première mention du volost du Potchozero (ru) remonte à 1648, avec le village de Filippovskaïa son Pogost.
Entre 1880 et 1883, le Pogost subit une reconstruction à grande échelle, permettant de changer complètement l'aspect de l'ensemble architectural. L'autel et les parties de furent reliées à la chapelle de la Sainte-Croix. L'église et la chapelle gagnèrent des fondations en pierre.
Au cours de ces rénovations, une iconostase de 4,9 mètres de long et de 3 mètres de long de la découverte de la tête de Jean le Baptiste fut installée dans l'église.
La fresque du ciel de l'église fut faite, avec 16 figurants représentants les apôtres (dont Saint André) et Jésus.
En 1886, le Pogost devint le lieu d'une école primaire, tout en restant aussi un édifice religieux, après le vote des paysans du volost. L'école était laïc, et entretenue par le zemstvo, et ferma dans les années 1910.

### Période soviétique
Tout comme de très nombreux édifices religieux russes, le pogost subit le pouvoir soviétique. Bien qu'en 1923, la communauté des croyants du Pogost ait été enregistré en acceptant une charte, les années 1930 furent dures pour le pogost. En 1929, les villageois votèrent pour la réouverture de l'école dans le pogost, mais sans pour autant enlever le caractère religieux. Mais durant l'été 1936, les habitants de Filippovskaïa, votèrent, sous la contrainte des autorités, pour transformer l'édifice en en un club, et votèrent pour retirer les cloches et fermer définitivement l'église. Cette fermeture fut effective en 1938.
Au cours de la période soviétique, le pogost s'est considérablement détérioré, même si en 1948, il fut placé sous la protection de l'État, ce qui l'a sauvé d'une nouvelle destruction. Dans les années 1940, avant sa mise sous protection, les habitants transformèrent l'édifice pour y placer une école. Des parties ont été démontées, des cloisons intérieures abattues, afin d'agrandir les locaux, changeant gravement l'édifice. De plus, le toit fut modifié, avec des éléments retirés. Cependant, la protection de l'État n'incluait pas la restauration du bâtiment, mais seulement l'arrêt des modifications. En 1949, une tempête endommagea le clocher.
Dans les années 1950, des étudiants de l'université d'État de Moscou visitèrent l'édifice.
En 1962, le Musée russe de Saint-Pétersbourg examina le pogost dans le cadre d'une expédition. Ils remarquèrent des objets survivants très vieux, dont un évangile d'autel de 1776. En 1971, le musée central de la culture et de la peinture russe ancienne Andreï Roublev examina le pogost, et prirent onze icônes pour les transférer au musée moscovite. Parmi ces icônes se trouvait une de l'origine des arbres honnêtes de la Croix vivifiante peinte en 1778 par Ivan Bagdanov-Karbatovski, peintre de la région.
Dans les années 1980, la détérioration de l'édifice était de plus en plus grave, ce qui fit tomber les fresques du ciel situé dans la partie autel de l'église. Trois chérubins et le médaillon central furent perdus.
En 1986, l'Institut pédagogique d'État d'Arkhangelsk recréa la chapelle de la Sainte-Croix, perdue durant les travaux des années 1930.

### Restaurations sous la fédération de Russie
En 1993, les étudiants du Collège d'Art de Saint-Pétersbourg (en) terminèrent la conservation des peintures des fresques du ciel dans la partiel autel de l'église, ainsi que la fresque dans la salle de prière. Cette conservation fut faite sous l'égide du parc national de Kenozero, créé en 1991 dans la région, et englobant le pogost.
En 2001 commença une nouvelle vague de restauration, toujours sous l'impulsion du parc, afin de restaurer les deux lieux de cultes du pogost et le clocher. En 2002, des spécialistes russes et norvégiens ont pour la première fois en Russie utilisé une opération de levage pour soulever l'église de 200 tonnes, afin de pouvoir renforcer les fondations. Ces travaux furent achevés en 2009, et la même année, la charpente du clocher, les structures porteuses et voûtes et les coupoles à croix furent recréée, tandis que le réfectoire et le porche virent leur bois changé.
Entre 2004 et 2005, le Centre Igor Grabar de restauration scientifique et artistique de Russie restaura certaines parties des fresques, puis celui les autres parties de la salle prière furent elles-aussi restaurées par le même centre en 2016-2017.
Entre 2008 et 2009, la clôture fut totalement refaite, avec les mêmes matériaux que l'originelle. Cette rénovation a inclus les tourelles à chaque extrémité et les portes du Pogost.
Ainsi, la restauration, qui commença en 2001, termina en 2017. Bénéficiant du soutien personnel du président russe Vladimir Poutine, les travaux permirent la restauration complète de l'édifice. L'inauguration de l'édifice refait eut lieu en 2018,.

## Éléments

### Église du Pogost
La première mention de l'église remonte à 1648, avec nom l'église de l'origine des Saints-arbres de la Sainte-Croix du Seigneur à Potchesser. À la fin du XVIIIe siècle, l'édifice tomba en ruine, et en 1783, une nouvelle église avec la même dédicace fut érigée à sa place. fut découverte. 
En 1861, dans le cadre de rénovations de l'église, une ancienne antimension en toile représentant la tête de Jean le Baptiste. Un autel fut aménagé en l'honneur de Jean le Baptiste dans l'église, avec une consécration en 1865.
Aussi en 1861, le clocher de l'église fut réparé, tout comme les balustrades, les plafonds, et un passage reliant le clocher au porche et au réfectoire.
Entre 1880 et 1883, les fresques furent réalisées. 

### Chapelle de la Sainte-Croix
La chapelle de la Sainte-Croix du pogost n'a pas de date de construction connue, sa première mention apparaissant en 1851. Construite en bois, elle était en l'honneur de la décollation de Jean le Baptiste. Mais ce premier édifice fut perdu dans la première moitié du XXe siècle, pendant la période soviétique.
En 1968, l'Institut pédagogique d'État d'Arkhangelsk et son équipe de construction étudiante érigèrent une nouvelle chapelle dans le pogost, sur la base des différents éléments et plans ayant pu être récupérés.

### Enceinte
L'enceinte en bois entourant l'église existe depuis le XVIIIe siècle, mais au milieu du XIXe siècle, alors qu'elle était dans un état très délabrée, elle fut complètement refaite grâce à de nouveaux rondins de bois. Elle fut rénovée en 2008-2009. L'enceinte possède deux portes, ainsi que des petites tourelles aux extrémités.

## Galerie

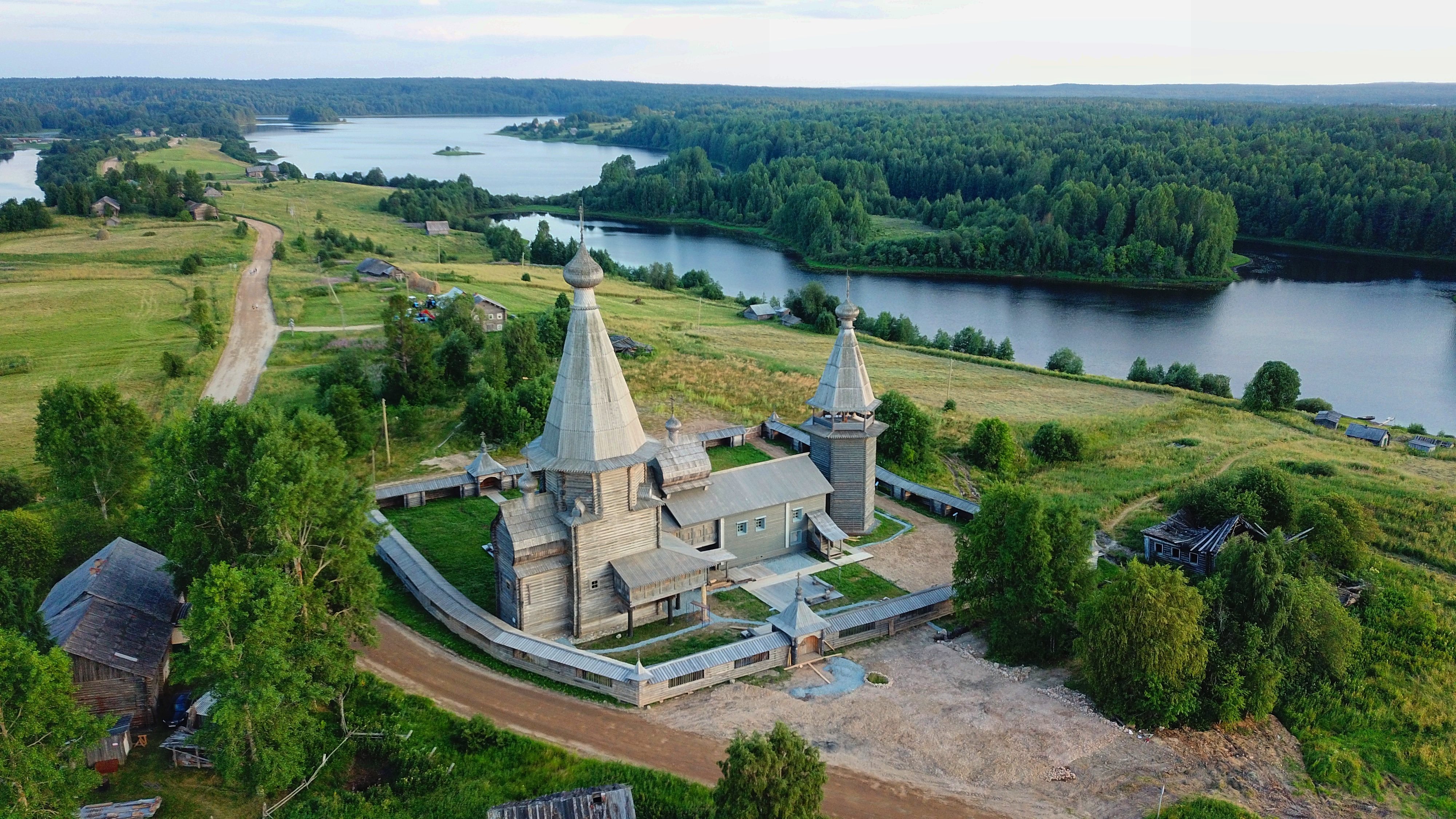
Vue aérienne du pogost.
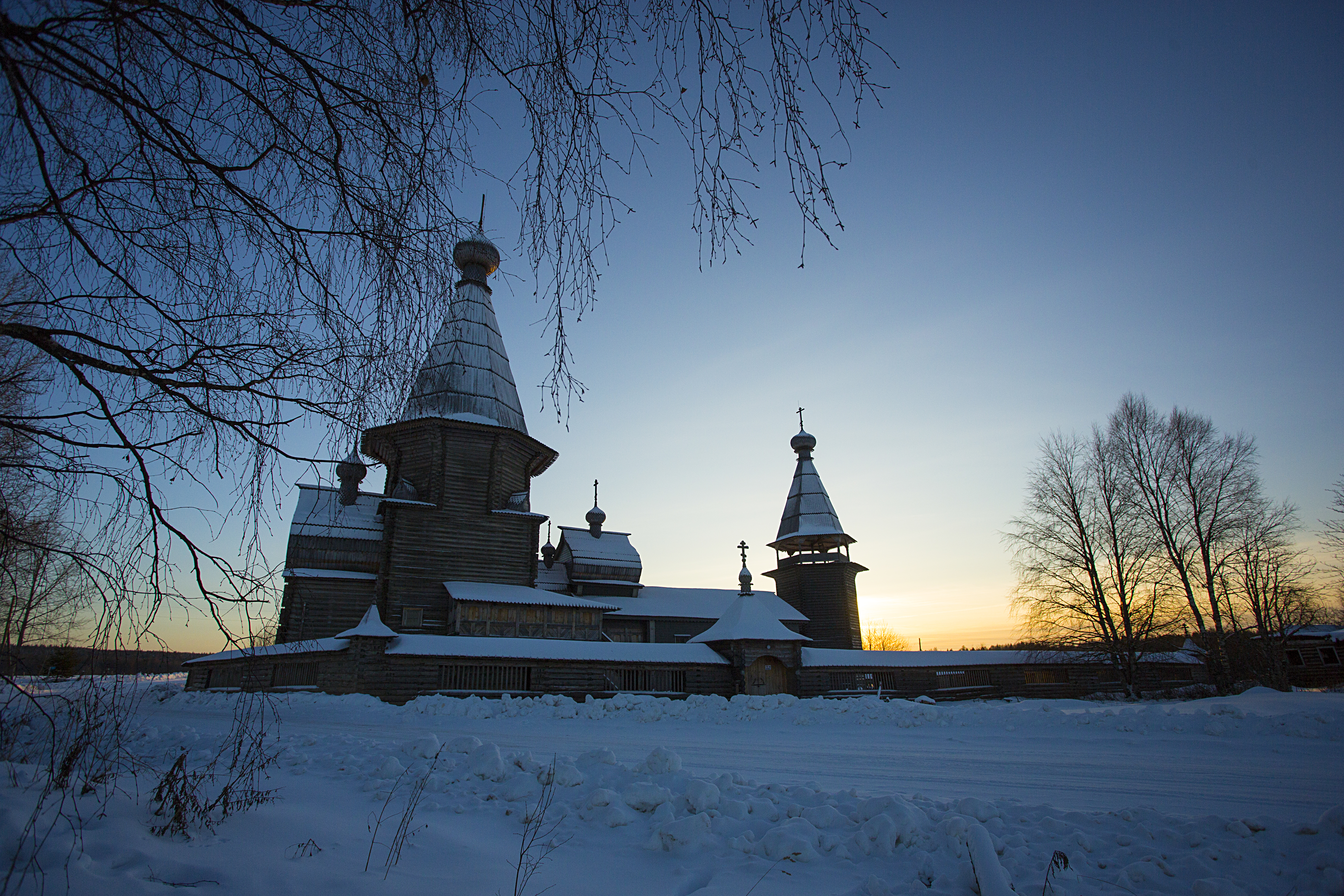
L'ensemble en hiver.
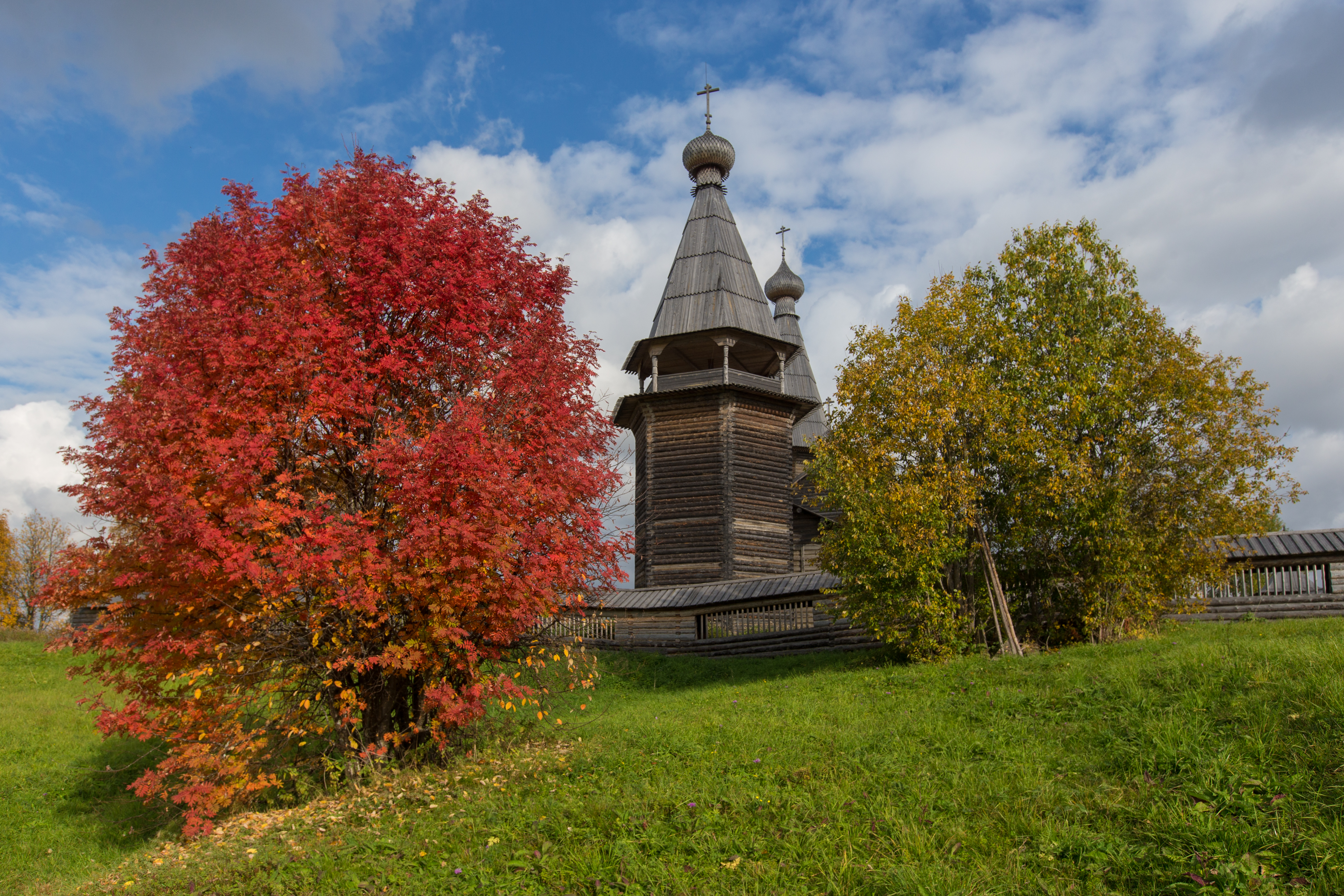
Chapelle de la Sainte-Croix